# Diphasia cauloatheca
Diphasia cauloatheca är en nässeldjursart som beskrevs av Chantal Billard 1920. Diphasia cauloatheca ingår i släktet Diphasia och familjen Sertulariidae. Inga underarter finns listade i Catalogue of Life.